# Józef Michał Chomiński
Józef Michał Chomiński (ur. 24 sierpnia 1906 w Ostrowie Przemyskim, zm. 20 lutego 1994 w Falenicy) – polski muzykolog polsko-ukraińskiego pochodzenia, pedagog, teoretyk muzyki.
Jest twórcą teorii sonorystyki, badającej emancypację brzmienia w muzyce współczesnej. Jeden z najwybitniejszych przedstawicieli polskiej muzykologii .

## Życiorys
Urodził się w rodzinie księdza greckokatolickiego Eugeniusza Chomińskiego (1867–1939) i Polki Józefy Heleny z d. Drohomireckiej (zm. w 1939). Wykształcenie muzyczne zdobył w Wyższym Instytucie Muzycznym im. Mykoły Łysenki, Polskim Towarzystwie Muzycznym we Lwowie pod kierunkiem Adama Sołtysa (dyrygentura) i Zofii Kozłowskiej (śpiew) oraz na Uniwersytecie Lwowskim (1931), gdzie studiował muzykologię u Adolfa Chybińskiego. W 1936 obronił na Uniwersytecie Jana Kazimierza doktorat pt. Zagadnienia konstruktywne w pieśniach Edvarda Griega , którego nie ogłosił drukiem. W latach 30. XX wieku był aktywnym współpracownikiem magazynu „Ukrajinśka muzyka” oraz zastępcą sekretarza muzycznej sekcji Towarzystwa Naukowego im. Szewczenki. Tuż przed II wojną światową podjął pracę jako bibliotekarz w Bibliotece Narodowej. Po wojnie, którą spędził w Warszawie i jej okolicach, w 1948 został sekretarzem redakcji Kwartalnika Muzycznego, który redagował wraz z A. Chybińskim do jego śmierci w 1952 .
W 1949 habilitował się na Uniwersytecie Poznańskim na podstawie dorobku naukowego oraz pracy pt. Zagadnienia konstrukcyjne w sonatach fortepianowych Karola Szymanowskiego. W 1951 został docentem, 1954 profesorem nadzwyczajnym, a w 1960 profesorem zwyczajnym w Instytucie Muzykologii na Uniwersytecie Warszawskim, gdzie pracował do emerytury w 1978. W latach 1958–1976 kierował Katedrą Powszechnej Historii Muzyki IMuz UW. W latach 1951–1968 pracował również w Instytucie Sztuki PAN, kierując tam Zakładem Historii i Teorii Muzyki, który stworzył od podstaw . 22 lipca 1964 roku, z okazji 20-lecia Polski Ludowej, otrzymał Nagrodę Państwową II stopnia.
W najwcześniejszych pracach realizował postulaty fenomenalistyki muzycznej, inspirowane pracami E. Kurtha i H. Mersmanna, niekiedy z wpływami ideowymi marksizmu. Później skierował uwagę ku zagadnieniom muzyki dawnej (historia harmonii i kontrapunktu) oraz nowoczesnej sonorystyki. Stworzona przez Chomińskiego teoria sonologii, jedno z największych osiągnięć powojennej muzykologii w Polsce, miała za zadanie wyjaśniać brzmieniowe cechy dzieła muzycznego, konstytuujące muzyczną strukturę i formę. Jego teksty to świadectwo gruntownych poszukiwań teoretycznych podstaw muzyki, wspartych głęboką wiedzą historyczno-muzyczną od średniowiecza do współczesności. Stosowana w jego pracach teoretycznych terminologia, stanowiła konsekwencję dążenia do nadania muzykologii statusu nauki zbliżonej do nauk przyrodniczych .
Był jednym z najwybitniejszych muzykologów polskich w II połowie XX wieku: twórcą fundamentalnych podręczników muzykologicznych, redaktorem wielu periodyków naukowych i edycji muzycznych. Wykształcił największą szkołę muzykologiczną, działającą do dziś w różnych placówkach akademickich w Polsce. Do wypromowanych przez niego doktorów, którzy następnie uzyskali habilitacje, należą: Anna Czekanowska, Ludwik Bielawski, Zygmunt Szweykowski (muzykolog), Elżbieta Dziębowska, Andrzej Chodkowski, Stefan Jarociński, Michał Bristiger, Irena Poniatowska, Maciej Gołąb, Józef Ścibor, Jan Stęszewski, Zofia Chechlińska i Jerzy Morawski .

## Dzieła
Książki:
- Metodyka nauczania form muzycznych (1946)
- Preludia Chopina (1950)
- Formy muzyczne t. 1–2, red. Jerzy Habela (wyd. I, 1954–56)
- Sonaty Chopina (1960)
- Historia harmonii i kontrapunktu (t. 1–3, 1958–1990, tłum. ukr. t. 1 1975, t. 2 1979)
- Muzyka Polski Ludowej (1968)
- Formy muzyczne t. 1–5, z Krystyną Wilkowską-Chomińską (wyd. II, 1974–1987, ISBN 83-224-0224-4):
  - t. I, Teoria formy. Małe formy instrumentalne, z dodatkiem: Paweł Krzysztof Chomiński, rozdz. Urządzenia elektroakustyczne i elektroniczne (1983, ISBN 83-224-0176-0)
  - t. II, Wielkie formy instrumentalne (1987, ISBN 83-224-0293-7)
  - t. III, Pieśń (1974)
  - t. IV, Opera i dramat (1976)
  - t. V, Wielkie formy wokalne (1984)
- Studia nad twórczością Karola Szymanowskiego (1969)
- Chopin (1978, tłum. niem. 1980)
- Historia muzyki t. 1–2, z K. Wilkowską-Chomińską (1989–1990)
- Historia muzyki polskiej t. 1–2, z K. Wilkowską-Chomińską (1995–1996)
- Muzyka polskiego Odrodzenia, z Zofią Lissą (1953, tłum. ros. 1959)
- Fundamenta sonologiae. Podstawy sonologii muzycznej (maszynopis, 3 zeszyty, 1976–1978).

Redakcje druków zwartych i czasopism:
- Studia Muzykologiczne (PWM 1953–1956),
- Rocznik Chopinowski / Anales Chopin (TiFC 1956–1969),
- Kultura muzyczna Polski Ludowej, wraz z Z. Lissą (1957)
- Historia muzyki powszechnej, t. 1–2 (1957, 1965, wraz z Z. Lissą),
- Z życia i twórczości Karola Szymanowskiego (1960),
- Kwartalnik „Muzyka” (IS PAN 1956–1971),
- Słownik muzyków polskich (1964–1967),
- Katalog dzieł Fryderyka Chopina, wraz z T.D. Turło (1990),
- Encyklopedia Muzyki, PWN, Warszawa 1995.

Redakcje edycji muzycznych:
- Muzyka polskiego Odrodzenia, wraz z Z. Lissą (PWM 1953),
- Music of Polish Renaissance, wraz z Z. Lissą (PWM 1955),
- G.Ph. Telemann, Suita polska na klawesyn (PWM 1963),
- Monumenta Musicae in Polonia (PWM 1964–1991).

## Ordery i odznaczenia
- Krzyż Kawalerski Orderu Odrodzenia Polski (15 lipca 1954)[5]
- Medal 10-lecia Polski Ludowej (19 stycznia 1955)[6]
- Odznaka tytułu honorowego „Zasłużony dla Kultury Narodowej” (1986)[7]

## Literatura
- M. Gołąb, Józef Michał Chomiński. Biografia i rekonstrukcja metodologii, Wrocław 2008.
- I. Lindstedt, Teoria sonologii muzycznej Józefa Michała Chomińskiego, „Muzyka” 2006 nr 1–2.
- Instytut Sztuki Polskiej Akademii Nauk 1949–1999, red. Edward Krasiński, Warszawa 2000.
- Dzieło muzyczne -- teoria, historia, interpretacja (Księga pamiątkowa z okazji jubileuszu 70. urodzin), red. Irena Poniatowska i zespół, Kraków 1984.
- Енциклопедія українознавства”, tom 10, s. 3625, Lwów 2000, ISBN 5-7707-4048-5.